# Bodo Hugo Bernhard von dem Knesebeck
Bodo Hugo Bernhard von dem Knesebeck (* 9. April 1851 in München; † 6. August 1911 in Kassel) war 1890 Vize-Oberzeremonienmeister unter Kaiser Wilhelm II., ab 1895 Vorsitzender des Volksheilstätten-Vereins vom Roten Kreuz, ab 1897 der erste Vorsitzende des Centralkomitees der Deutschen Vereine vom Roten Kreuz sowie stellvertretender Vorsitzender des Deutschen Zentralkomitees zur Bekämpfung der Tuberkulose.

## Leben
Bodo von dem Knesebeck war ein Sohn von Agnes von Linsingen (* 20. November 1820; † 31. Dezember 1893), Tochter des Regierungsrates Ernst August Adolf von Linsingen und der Auguste Gräfin von Linsingen, und des hannoverschen Generalleutnants und Diplomaten Ernst von dem Knesebeck. Die Mutter war Dame des Theresienordens und Ehrenstaatsdame der Königin Marie von Hannover. Sein älterer Bruder Lionel von dem Knesebeck war zuletzt Oberstleutnant a. D. Bodo und Lionel blieben unvermählt und ohne Nachfahren. Der preußische Generalmajor Bernhard von dem Knesebeck war ein Onkel.
Bodo von dem Knesebeck selbst war Dr. med. h. c. der Friedrich-Wilhelms-Universität zu Berlin. Von 1887 bis 1890 war er Kammerherr, Kabinettssekretär der Kaiserin Augusta, ab 1890 war er Vizeoberzeremonienmeister der Kaiserin Auguste Viktoria. Zudem war Knesebeck Ritter des Schwarzen Adlerordens.
Bodo von dem Knesebeck war Einführer des diplomatischen Korps mit Sitz in Berlin und Major der Reserve im Husaren-Regiment „König Wilhelm I.“ (1. Rheinisches) Nr. 7 der Preußischen Arbmee. Er war ein Mitinitiator der Goethe-Gesellschaft und „chevalresker Verehrer“ von Marie von Schleinitz und ihren literarischen Salons, wo Philipp zu Eulenburg eigene Lieder vortrug.
Die Ernennung von Chlodwig zu Hohenlohe-Schillingsfürst zum Reichskanzler am 29. Oktober 1894 kommentierte er in einem Brief an dessen Sohn, den Politiker Alexander zu Hohenlohe-Schillingsfürst:

„Der K[aiser] kennt nicht die Tragweite der jetzigen Lage, weil er das Maß der eigenen Schuld an derselben noch nicht versteht. Nur diese Erkenntnis aber wird dem Fürsten [Hohenlohe] eine erträgliche Lage bereiten ... Die Zeit, in der der Fürst an der Spitze der Geschäfte steht, muß für den Kaiser zur Schule werden, sonst bleibt die Lage unhaltbar. 
Denn wenn alle anderen Faktoren wechseln, so bleibt doch der Kaiser, und diesem bleibenden Faktor muß das Unberechenbare genommen werden. Noch möchte ich annehmen, ist es hierfür Zeit und, bei dem Vorhandensein so hoher Begabung, Möglichkeit. Aber hier liegt ein Kern des Übels.“

Am 19. Dezember 1895 wurde unter Ehrenvorsitz von Marie zu Hohenlohe-Schillingsfürst im Reichskanzlerpalais zu Berlin der Volksheilstätten-Verein vom Roten Kreuz als Spezialorganisation außerhalb der bestehenden Vereinsstrukturen gegründet. Ziel des Roten Kreuzes war eine planmäßige Tuberkulose-Bekämpfung in mustergültigen Einrichtungen unter dem unmittelbaren Einfluss seiner Zentralstellen. Ab Januar 1897 wurde Knesebeck Vorsitzender des Centralkomitees der Deutschen Vereine vom Roten Kreuz und Vorsitzender des Volksheilstätten-Verein vom Roten Kreuz.